# Marnand (Ródano)
Marnand foi uma comuna francesa na região administrativa de Auvérnia-Ródano-Alpes, no departamento de Ródano. Estendia-se por uma área de 8,75 km². Em 2010 a comuna tinha 617 habitantes (densidade: 70,5 hab./km²).
Em 1 de janeiro de 2013, passou a formar parte da nova comuna de Thizy-les-Bourgs.